# Tomasz Falkowski (historyk)
Tomasz Falkowski – polski historyk, doktor habilitowany nauk humanistycznych. Specjalizuje się w historii historiografii. Adiunkt na Wydziale Historii Uniwersytetu im. Adama Mickiewicza w Poznaniu.

## Życiorys
Stopień doktorski uzyskał w 2010 na podstawie pracy pt. Wydarzenie historyczne i jego zmienny status w dwudziestowiecznej historiografii francuskiej (promotorem był prof. Kazimierz Maliszewski). Habilitował się w 2021 na podstawie oceny dorobku naukowego i cyklu publikacji pt. Dyskurs historii nauki.